# Міський університет Нью-Йорка
Міський університет Нью-Йорка (англ. City University of New York) — система державних коледжів різних рівнів, міста Нью-Йорка. 

## Загальний опис
Університет складається з 23 вищих навчальних закладів. Третій найбільший, за кількістю студентів, університет США. Консолідований у єдину державну систему вищих навчальних закладів міста у 1961 році.
В університеті навчаються студенти родом із 208 країн. Серед студентів, які навчаються на бакалавріаті, становлять по одній чверті чорні, білі та іспаномовні, азіати, які навчаються на магістратурі, становлять 18 відсотків. 58 відсотків студентів становлять жінки, і 28 відсотків є 25-річними чи старшими. Випускниками університету є 13 лауреатів Нобелівської премії, американські державні секретарі, судді Верховного суду, кілька мерів Нью-Йорка, члени Конгресу, законодавці, вчені та художники.

## Склад коледжів університету
Університет складається з трьох типів вищих навчальних закладів: Громадські коледжі, Старші коледжи, Аспірантурні школи.
Перелік закладів включає дату утворення.
Громадські коледжі
- (1957) Bronx Community College
- (1958) Queensborough Community College
- (1963) Borough of Manhattan Community College
- (1963) Kingsborough Community College
- (1968) LaGuardia Community College
- (1970) Hostos Community College

Старші коледжі
- (1847) Сіті Коледж, (англ. City College)
- (1870) Гантерський коледж, (англ. Hunter College)
- (1919) Baruch College
- (1930) Бруклінський коледж (англ. Brooklyn College)
- (1937) Queens College
- (1946) New York City College of Technology
- (1955) College of Staten Island
- (1964) John Jay College of Criminal Justice
- (1966) York College
- (1968) Lehman College
- (1970) Medgar Evers College

Аспірантурні школи
- (1961) CUNY Graduate Center
- (1973) Sophie Davis School of Biomedical Education
- (1983) CUNY School of Law
- (2005) William E. Macaulay Honors College
- (2006) CUNY Graduate School of Journalism
- (2006) CUNY School of Professional Studies
- (2008) CUNY School of Public Health